# Gontran de Juniac
Gontran Begoügne de Juniac plus connu sous le nom Gontran de Juniac, né à Limoges le 28 juillet 1908 et mort à Courbevoie le 13 avril 1998, est un diplomate et écrivain français.

## Biographie

### Famille et formation
Gontran Begoügne de Juniac est issu d'une famille d'ancienne bourgeoisie française originaire de Limoges. Une autre branche, éteinte, de cette famille avait reçu le titre de baron sous le Premier Empire.
De son mariage avec Myriam des Moutis (1929-2023), sont nés deux fils : Octave et Alexandre (né en 1962),.
Il est diplômé en droit et de l'École libre des sciences politiques, il entre dans la carrière diplomatique en 1933.

### Carrière professionnelle
Il est ambassadeur de France en Éthiopie de 1960 à 1965, en Turquie de 1965 à 1970, puis en Belgique de 1970 à 1973.

## Œuvres
- Le Dernier Roi des Rois, Plon, 1979, 1994 (Prix Albéric-Rocheron de l'Académie française en 1979[6])

## Pour approfondir